# دلفين نهر الغانج
جَبْحَل الكَنْج أو سَيْسُوق أو دلفين نهر الغانج أو دُلفين نهر جنوب آسيا (الاسم العلمي: Platanista gangetica)  هو دلفين يعيش في المياه العذبة في الأنهار الموجودة في الهند، وبنغلاديش، والنيبال وباكستان وينقسم إلى نويعين حسب منطقة تواجده، دولفين نهر الغانج ودولفين نهر السند.
وجد هذا الدولفين أساساً في نهر الجانج ونهر براهمابوترا وروافدهما في بنغلاديش والهند والنيبال، في حين تم العثور على دولفين نهر السند في نهر السند في باكستان وروافده بياس وسوتليج. ومنذ السبعينات وحتى سنة 1998، كانت تعتبر هذه الأنواع منفصلة؛ ولكن في سنة 1998، غُير تصنيفها من نوعين منفصلين نويع واحد. دولفين نهر الغانج تتخذه حكومة الهند بوصفه من الحيوانات المائية الوطنية.